# Rio de San Basegio
Le rio di San Basegio (en vénitien rio de San Baxegio ; canal de Saint-Basile) est un canal de Venise dans le sestiere de Dorsoduro.

## Description
Le rio di San Basegio a une longueur d'environ 140 mètres. Il part du Canal de la Giudecca en sens sud-nord avant de se prolonger dans le rio de San Sebastian.

## Toponymie
D'après Sanudo, l'église paroissiale de l'église San Basegio (it) (ou église San Basilio) fut érigée en 870 par la famille patricienne les Basegio, mais d'autres sources parlent de 905 ou 970, par les Molini, ou les Acotanto. Elle fut rénovée en 1105; un tremblement de terre en 1347 la fit s'écrouler, et elle fut alors reconstruite (à quatre reprises). En 1808, elle devint entrepôt et en 1810 fut fermée ; elle fut détruite en 1824. Son emplacement est désormais occupé par un jardin.

## Situation et édifices remarquables
Ce rio longe :
- Le palais Molin.
- Le campo San Basegio.
- La faculté de lettre de Venise (Linguistic Center Ateneo) dans les locaux de l'ancien couvent de San Sebastiano.
- La maison où Amédée Modigliani a loué un atelier en 1903.

### Ponts
Ce rio est traversé par divers ponts (du sud au nord) :
- Le Ponte Molin reliant le Fondamenta Zattere al Ponte Longo à la gare maritime
- Le Ponte San Basegio reliant campo et salizada éponymes
- Le Ponte San Sebastian reliant l'église éponyme et la Calle de l'Avogaria et faisant limite avec le rio San Sebastiano

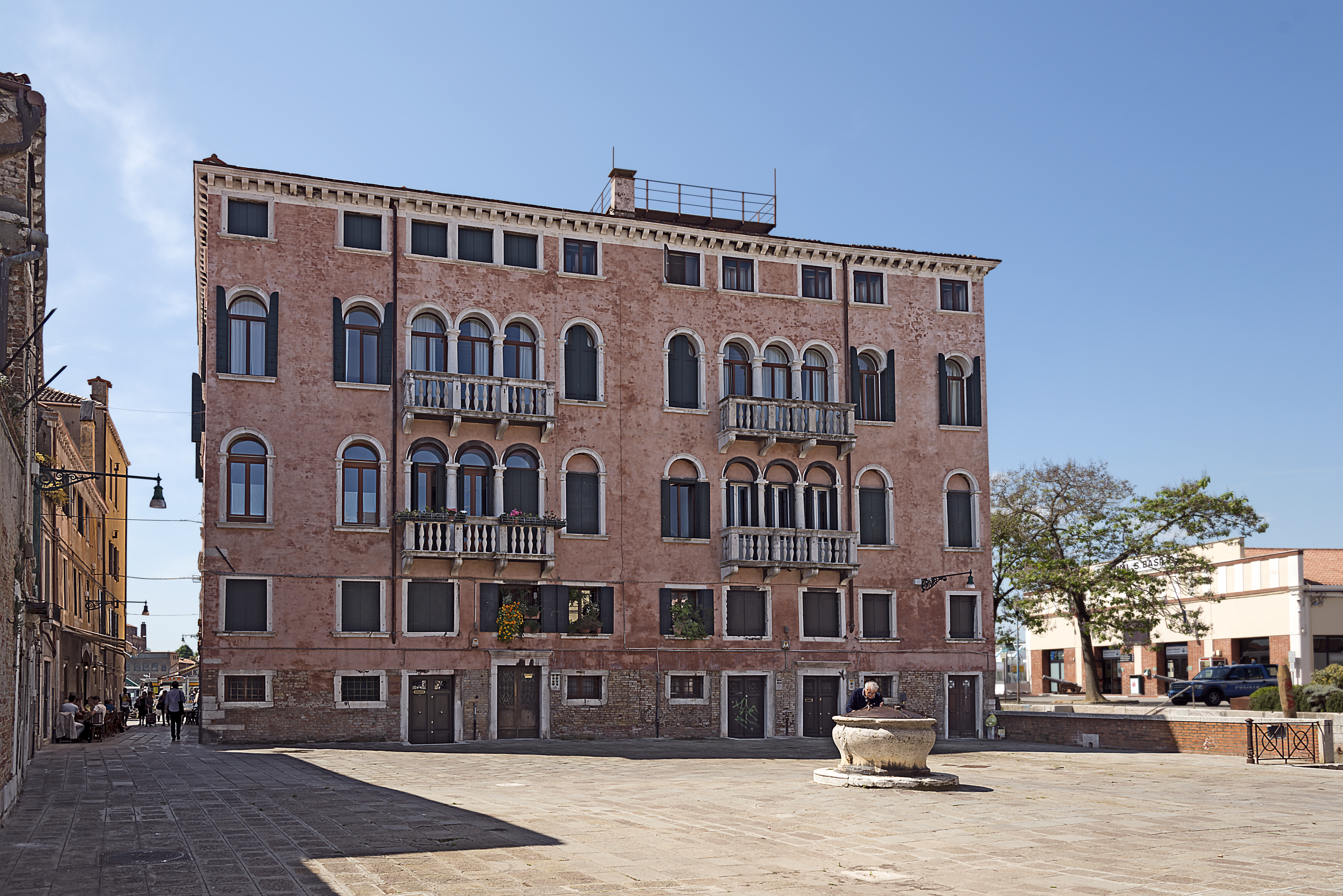
Le Campo San Basegio et le Palais Molin.
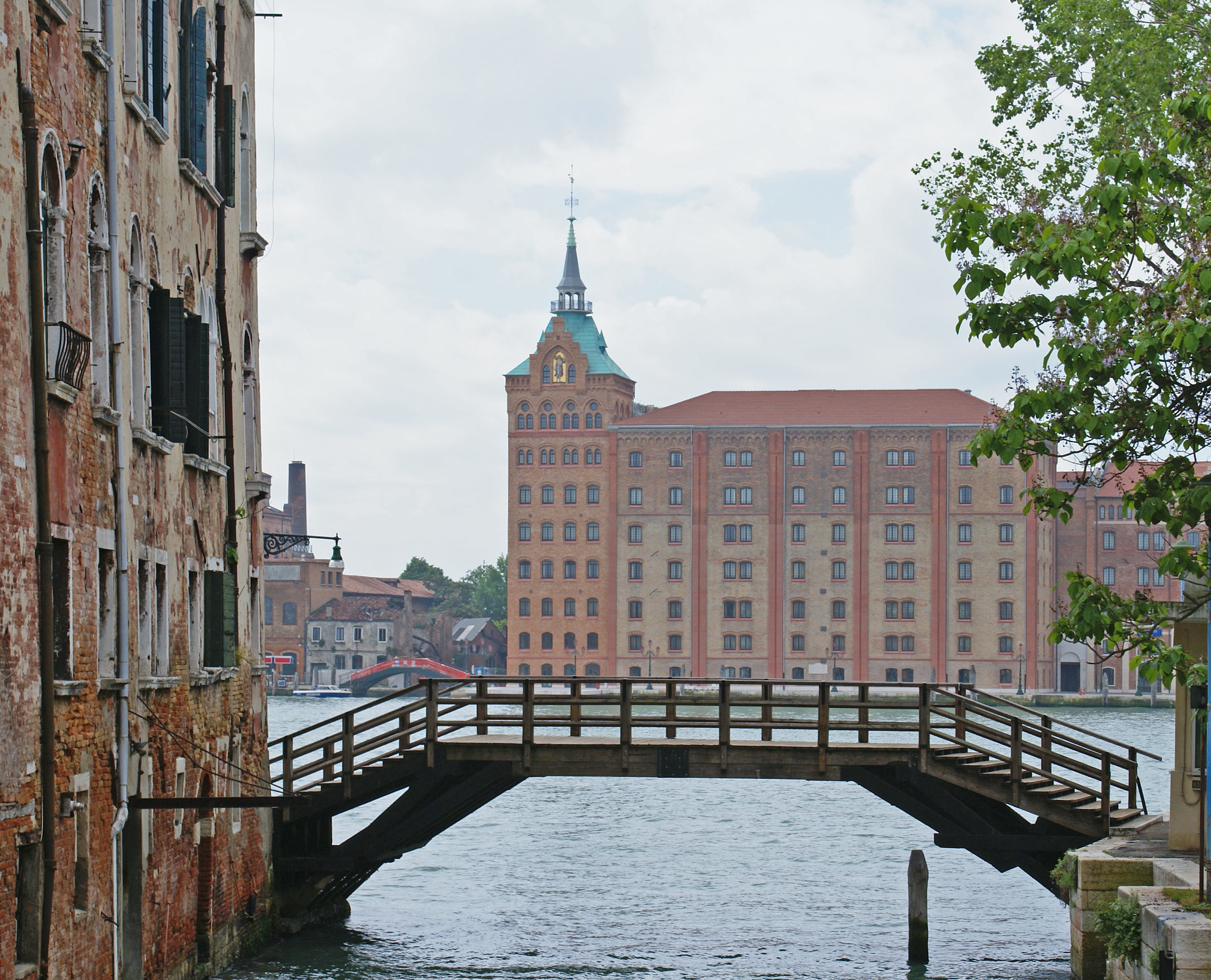
Ponte Molin.
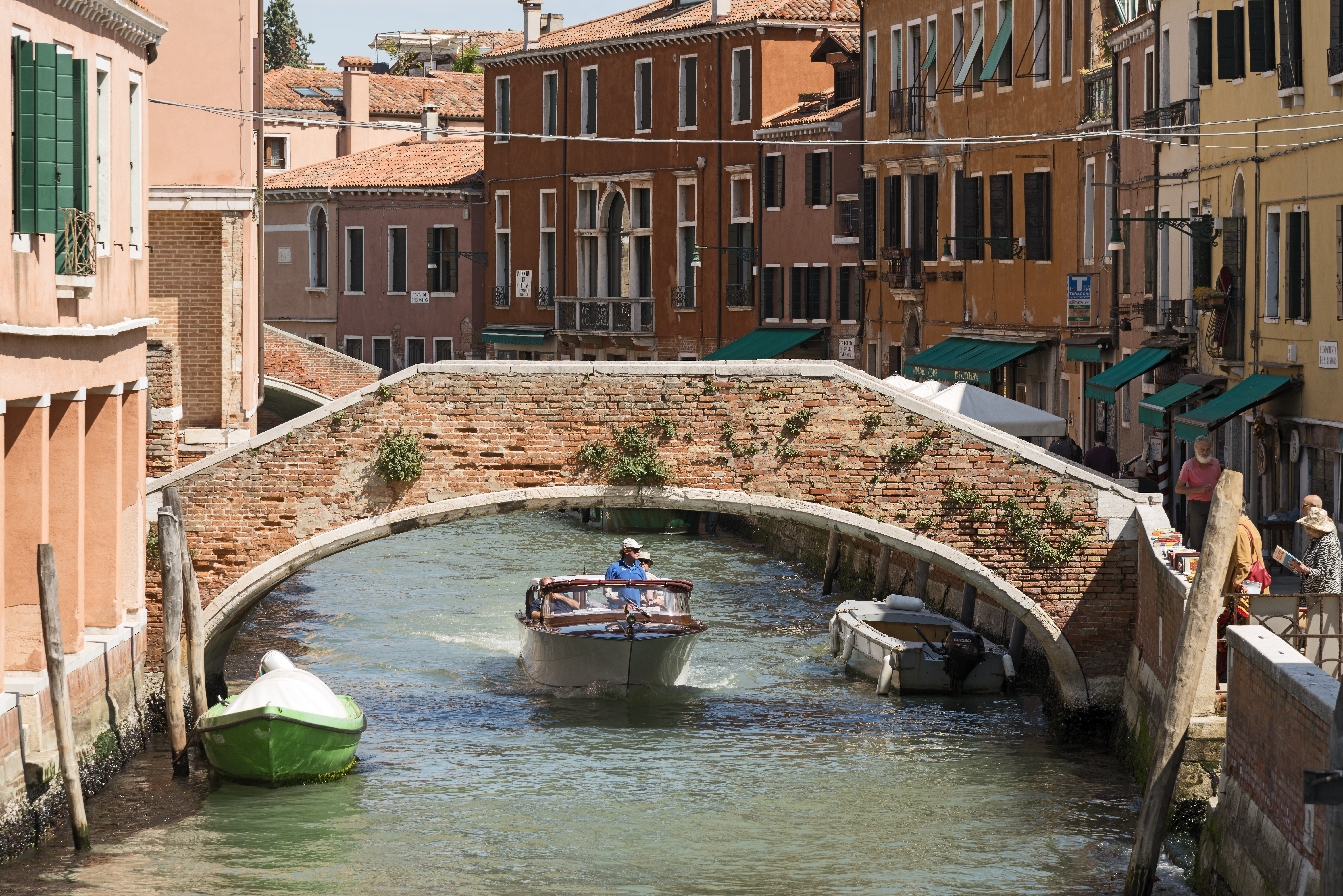
Ponte San Basegio.
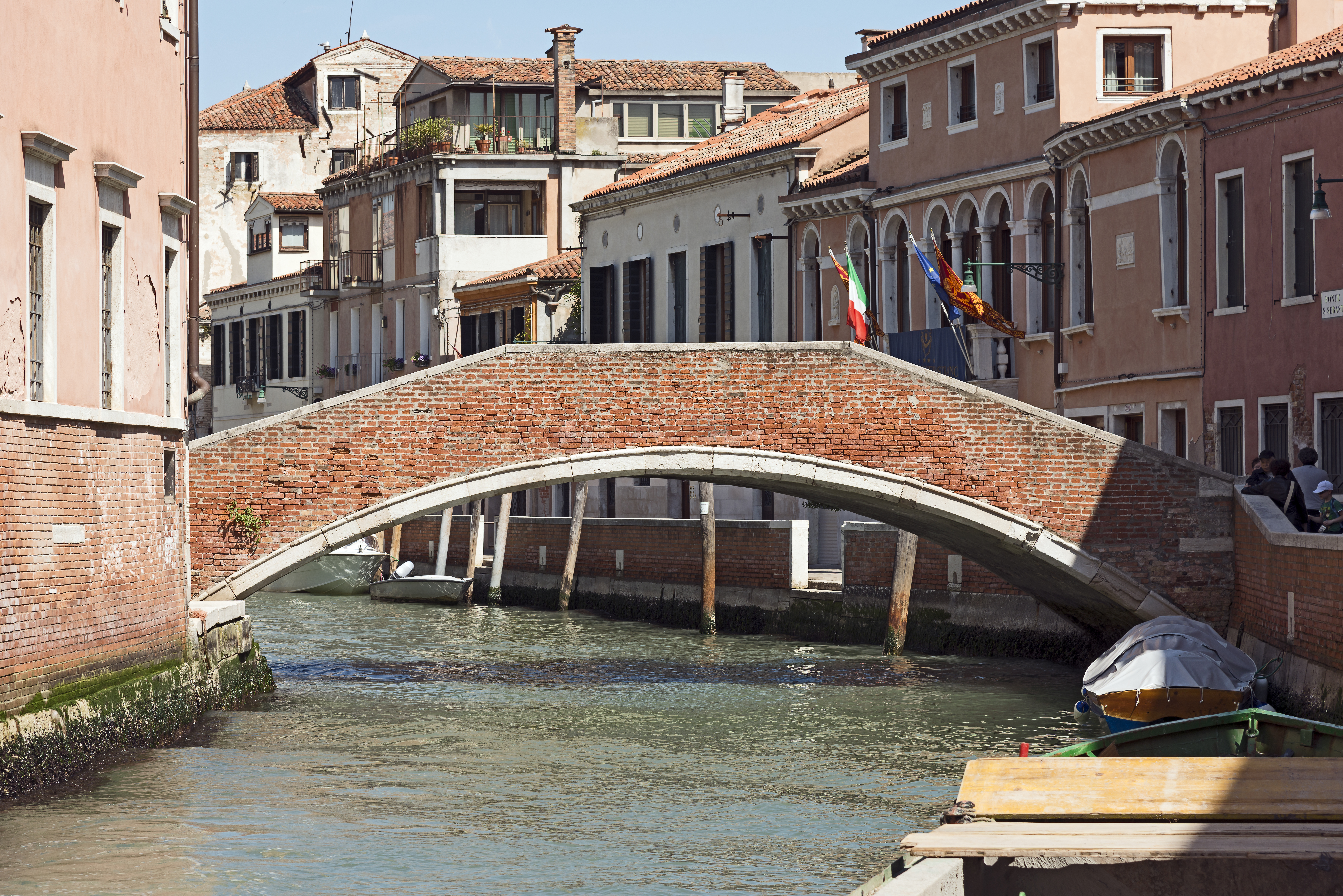
Ponte San Sebastian.
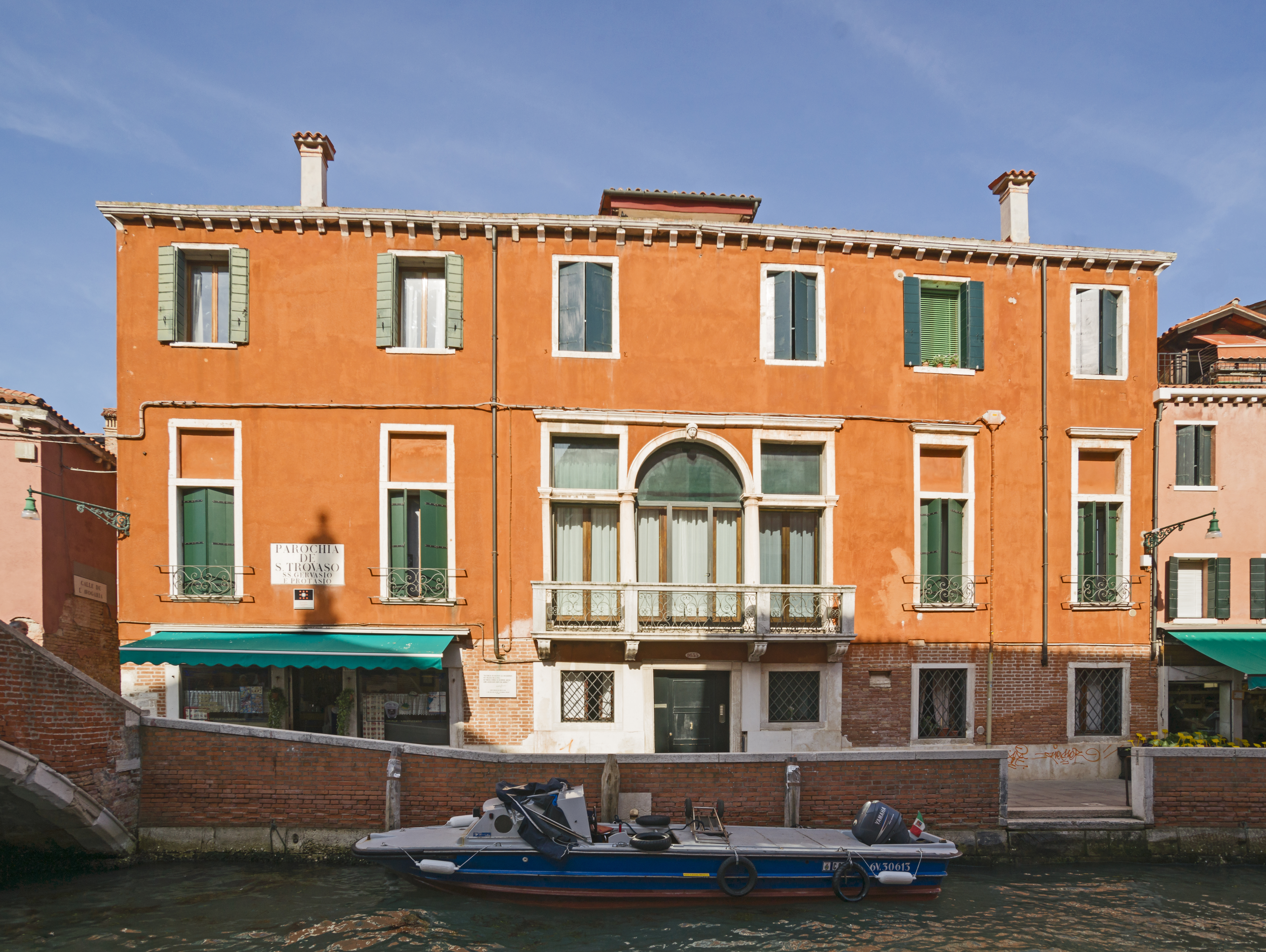
Maison où Modigliani a eu un atelier.